# Céphée (Éthiopie)
Pour les articles homonymes, voir Céphée.
Dans la mythologie grecque, Céphée (en grec ancien Κηφεύς / Kêpheús) est roi des Éthiopiens. Marié à Cassiopée, il a pour fille Andromède. Il a donné son nom à une constellation, la constellation de Céphée. Il est le fils de Bélos.

## Mythe
Andromède suscite la jalousie des nymphes, les Néréides car sa mère prétend que sa fille est la plus belle. Les nymphes, en colère, demandent à Poséidon de la punir. Pour ce faire, il dépêche un monstre marin (Céto ou Cetus) pour dévaster les rivages du pays.
Céphée consulte les oracles qui lui conseillent de sacrifier Andromède pour apaiser le monstre : la cause du malheur provenant de la beauté d'Andromède, l'Oracle dit à Céphée que la seule façon de sauver son royaume était de sacrifier sa fille Andromède au monstre,. Il la fit donc enchaîner à un rocher. Persée pétrifie le monstre à l'aide de la tête de la Gorgone Méduse qu'il vient de tuer et libère Andromède qu'il épouse.